# Helen Suzman
Helen Suzman, geboren als Helen Gavronsky (Germiston, 7 november 1917 – Johannesburg, 1 januari 2009) was een Zuid-Afrikaans politica en anti-apartheidsactiviste.

## Biografie
Suzman werd geboren als kind van Litouws-Joodse immigranten. Ze studeerde economie en statistiek aan de Universiteit van de Witwatersrand. Ze trouwde op negentienjarige leeftijd met dr. Moses Suzman (1904-1994), met wie ze twee kinderen kreeg. In 1944 keerde ze als lector terug naar de universiteit. In 1949 werd ze lid van de Verenigde Party, waarvoor ze in 1953 in het parlement werd gekozen. Na een scheuring in haar partij koos ze in 1959 voor de Progressiewe Party (in 1977 opgegaan in de Progressiewe Reformiste Party).
Suzman was van 1953 tot 1989 parlementslid. Na een grote nederlaag van haar partij in 1961 vormde ze gedurende dertien jaar een eenmansfractie. Hierbij vertegenwoordigde ze in het Zuid-Afrikaanse parlement in haar eentje de strijd tegen de apartheid en tegen de onderdrukking van de zwarte bevolking. Suzman stemde tegen de invoering van racistische wetten door de regering van de Nasionale Party. In 1967 bezocht ze Nelson Mandela in zijn gevangenis op Robbeneiland. Het was het begin van een langdurige vriendschap waarbij ze hem diverse keren in de gevangenis bezocht. In 1996, na de val van het apartheidsregime, stond ze naast Mandela toen deze als president de nieuwe grondwet van Zuid-Afrika tekende.
Helen Suzman was twee keer genomineerd voor de Nobelprijs voor de Vrede en ontving tijdens haar leven 27 eredoctoraten van universiteiten over de hele wereld. Op nieuwjaarsdag 2009 overleed ze op 91-jarige leeftijd in haar woning in Johannesburg.

## Publicaties over Suzman
- Robin Renwick: Helen Suzman. Bright Star in a Dark Chamber. Johannesburg, Jonathan Ball Publ., 2014. ISBN 9781868426102
- Helen Suzman: In No Uncertain Terms: A South African Memoir.  New York, Knopf, 1993. ISBN 0-679-40985-8

- Bibsys: 90730275
- CiNii: DA11019543
- Gemeinsame Normdatei: 119181673
- International Standard Name Identifier: 0000 0000 8080 6506
- Library of Congress Control Number: n50011334
- Nationale bibliotheek van Australië: 35140673
- Nationale Bibliotheek van Israël: 987007463620005171
- Nationale en Universitaire bibliotheek Zagreb: 000003708
- Nederlandse Thesaurus van Auteursnamen: 072733179
- Réseau des bibliothèques de Suisse occidentale: 02-A003877829
- SNAC: w6kd3srr
- Système universitaire de documentation: 095307605
- Trove: 839882
- Virtual International Authority File: 816169
- WorldCat: E39PBJvxv3rf46FkwF6WmBR7pP